# Santo António (São Roque do Pico)
Santo António es una freguesia portuguesa del concelho de São Roque do Pico, con 31,81 km² de superficie y 858 habitantes (2001). Su densidad de población es de 27,0 hab/km².